# Driedaagse De Panne - Koksijde 2004
La Driedaagse De Panne - Koksijde 2004, ventottesima edizione della corsa, si svolse dal 30 marzo al 1º aprile su un percorso di 563 km ripartiti in 3 tappe (la terza suddivisa in due semitappe), con partenza a Middelkerke e arrivo a De Panne. Fu vinta dallo statunitense George Hincapie della squadra US Postal Service davanti al tedesco Danilo Hondo e all'olandese Gerben Löwik.

## Tappe
| Tappa  | Data      | Percorso                                | km   | Vincitore di tappa | Leader cl. generale |
| ------ | --------- | --------------------------------------- | ---- | ------------------ | ------------------- |
| 1ª     | 30 marzo  | Middelkerke > Zottegem                  | 196  | Danilo Hondo       | Danilo Hondo        |
| 2ª     | 31 marzo  | Zottegem > Koksijde                     | 237  | Baden Cooke        | Baden Cooke         |
| 3ª-1ª  | 1º aprile | De Panne > De Panne                     | 116  | Marco Zanotti      | Baden Cooke         |
| 3ª-2ª  | 1º aprile | De Panne > De Panne (cron. individuale) | 13,7 | László Bodrogi     | George Hincapie     |
| Totale | Totale    | Totale                                  | 563  |                    |                     |

## Dettagli delle tappe

### 1ª tappa
- 30 marzo: Middelkerke > Zottegem – 196 km

| Pos. | Corridore       | Squadra      | Tempo    |
| ---- | --------------- | ------------ | -------- |
| 1    | Danilo Hondo    | Gerolsteiner | 5h16'20" |
| 2    | Baden Cooke     | FDJ          | s.t.     |
| 3    | George Hincapie | US Postal    | s.t.     |

| Pos. | Corridore       | Squadra      | Tempo    |
| ---- | --------------- | ------------ | -------- |
| 1    | Danilo Hondo    | Gerolsteiner | 5h16'10" |
| 2    | Baden Cooke     | FDJ          | a 4"     |
| 3    | George Hincapie | US Postal    | a 6"     |

### 2ª tappa
- 31 marzo: Zottegem > Koksijde – 237 km

| Pos. | Corridore       | Squadra  | Tempo    |
| ---- | --------------- | -------- | -------- |
| 1    | Baden Cooke     | FDJ      | 5h20'02" |
| 2    | Giosuè Bonomi   | Saeco    | s.t.     |
| 3    | Steven de Jongh | Rabobank | a 4"     |

| Pos. | Corridore       | Squadra      | Tempo     |
| ---- | --------------- | ------------ | --------- |
| 1    | Baden Cooke     | FDJ          | 10h36'06" |
| 2    | Danilo Hondo    | Gerolsteiner | a 6"      |
| 3    | George Hincapie | US Postal    | a 12"     |

### 3ª tappa - 1ª semitappa
- 1º aprile: De Panne > De Panne – 116 km

| Pos. | Corridore     | Squadra        | Tempo    |
| ---- | ------------- | -------------- | -------- |
| 1    | Marco Zanotti | Vini Caldirola | 2h36'06" |
| 2    | Baden Cooke   | FDJ            | s.t.     |
| 3    | Tom Boonen    | Quick Step     | s.t.     |

| Pos. | Corridore       | Squadra      | Tempo     |
| ---- | --------------- | ------------ | --------- |
| 1    | Baden Cooke     | FDJ          | 13h12'08" |
| 2    | Danilo Hondo    | Gerolsteiner | a 10"     |
| 3    | George Hincapie | US Postal    | a 16"     |

### 3ª tappa - 2ª semitappa
- 1º aprile: De Panne > De Panne (cron. individuale) – 13,7 km

| Pos. | Corridore       | Squadra    | Tempo  |
| ---- | --------------- | ---------- | ------ |
| 1    | László Bodrogi  | Quick Step | 16'37" |
| 2    | Robert Bartko   | Rabobank   | a 1"   |
| 3    | George Hincapie | US Postal  | a 6"   |

| Pos. | Corridore       | Squadra           | Tempo     |
| ---- | --------------- | ----------------- | --------- |
| 1    | George Hincapie | US Postal         | 13h29'06" |
| 2    | Danilo Hondo    | Gerolsteiner      | a 10"     |
| 3    | Gerben Löwik    | Chocolade Jacques | a 11"     |

## Classifiche finali

### Classifica generale
| Pos. | Corridore           | Squadra                | Tempo     |
| ---- | ------------------- | ---------------------- | --------- |
| 1    | George Hincapie     | US Postal Service      | 13h29'06" |
| 2    | Danilo Hondo        | Gerolsteiner           | a 10"     |
| 3    | Gerben Löwik        | Chocolade Jacques      | a 11"     |
| 4    | Fabian Cancellara   | Fassa Bortolo          | s.t.      |
| 5    | Marc Wauters        | Rabobank               | a 13"     |
| 6    | Stijn Devolder      | US Postal Service      | a 20"     |
| 7    | Bert Grabsch        | Phonak Hearing Systems | s.t.      |
| 8    | Steffen Wesemann    | T-Mobile               | a 21"     |
| 9    | Léon van Bon        | Lotto-Domo             | a 22"     |
| 10   | Juan Antonio Flecha | Fassa Bortolo          | a 23"     |